# آتروفی عضلانی نخاعی دیستال نوع ۱
آتروفی عضلانی نخاعیِ دیستال، نوع ۱ (انگلیسی: Distal spinal muscular atrophy type 1) یا به‌اختصار «DSMA1» که با نام‌های دیگری همچون «آتروفی عضلانی نخاعی با دیسترس تنفسی، نوع ۱» (SMARD1)، «نوروپاتی حرکتی دیستال ارثی نوع ۶» (DHMN6) و «نوروپانی آکسونال شدید نوزادی به‌همراه نارسایی تنفسی» (SIANRF) نیز شناخته می‌شود، یک بیماری عصبی-عضلانی نادر است که طی آن، سلول‌های عصبی حرکتی در طناب نخاعی از بین رفته و کلیهٔ عضلات بدن دچار آتروفی می‌شود.
این بیماری در اثر جهش در ژن IGHMBP2 رخ می‌دهد و توارث آن به‌صورت اتوزومال مغلوب است.
این بیماری درمان قطعی ندارد و پژوهش‌های مربوط به آن در مراحل مقدماتی خود به‌سر می‌برد، چرا که تعداد مبتلایان به آن اندک و میزان و مرگ‌ومیرش بالاست.

## علائم و نشانه‌ها
معمولاً نشانه‌های تنفسی ابتدا با تنگی نفس و تنفس پارادوکسیک شروع شده و سپس ظرف ماه‌های نخست زندگی، تشدید می‌شود و به فلج دیافراگمی منتهی می‌گردد. علائم فلج دیافراگمی به‌طور ناگهانی و غیرمنتظره رخ می‌دهد و بیمار به اورژانس بیمارستان انتقال یافته و بلافاصله زیر دستگاه تنفس مصنوعی می‌رود. به دلیل ماهیت شدید فلج دیافراگمی، بیمار در نهایت مجبور است برای زنده‌ماندن، به‌طور دائمی به دستگاه تنفس مصنوعی وصل باشد؛ اما مشکل اینجاست که اتصال طولانی مدت بیمار به دستگاه‌های تهویه مکانیکی، خود به ساختمان آناتومیک ریه‌ها آسیب می‌زند.
بخش‌های انتهایی دست‌ها و پاها بیش از سایر نقاط دچار ضعف عضلانی می‌شوند و به‌سبب فلج تقریباً کاملِ ماهیچه‌ها در این ناحیه و همچنین سر و گردن، تحرک بیمار محدود می‌گردد. اختلال عملکرد در دستگاه عصبی پیرامونی و دستگاه عصبی خودگردان نیز محتمل است. این موضوع باعث می‌شود که بیماران از تعریق شدید و آریتمی قلب رنج می‌برند. رفلکس تاندونی عمقی (DTR) در این بیماران وجود ندارد.
در موارد شدید بیماری، کاهش حرکات جنین و کاهش رشد داخل‌رحمی نیز مشاهده می‌شود.

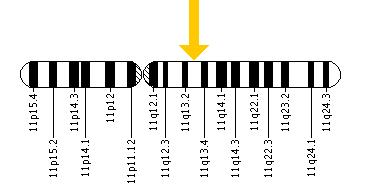

## تشخیص
تشخیص این بیماری به‌سبب اختلالات تنفسی اولیه و تمرکز بر روی علائم آن، مشکل است. آتروفی عضلانی نخاعی دیستال نوع ۱ در نوزادان، ظرف ۶ ماه اول زندگی، موجب نارسایی حاد تنفسی می‌شود. دیسترس تنفسی باید از طریق اثبات فلج دیافراگم با روش‌های فلوئوروسکوپی و الکترومیوگرافی (EMG) تأیید شود. تشخیص قطعی بیماری از طریق آزمایش‌های ژنتیکی و اثبات جهش ژنی در «IGHMBP2» میسر است. این بیماری را باید از «آتروفی عضلانی نخاعی نوع اول» افتراق داد و یکی دیگر از دلایلی است که انجام آزمایش‌های ژنتیکی، ضروری است.

## درمان
این بیماری درمان قطعی ندارد و درمان‌های انجام‌شده بیشتر حمایتی و نگهدارنده است. تهویه تنفسی غیرتهاجمی، لوله‌گذاری تراشه و واکسیناسیون تکمیلی برخی از این موارد هستند. انجامِ فیزیوتراپی و کاردرمانی در تقویت توانایی‌های عضلانی این بیماران می‌تواند بسیار مؤثر واقع شود.

## پیش‌آگهی
این بیماری در همان دوران خردسالی، کشنده است. کودکان از ضعف پیش‌روندهٔ دستگاه تنفس رنج می‌برند و در نهایت دچار نارسایی تنفسی می‌شوند. آمار دقیقی از امید به زندگی وجود ندارد اما تنها عدهٔ اندکی از بیماران از مرز ۲ سالگی عبور کرده‌اند که البته همگی‌شان، فاقد فلج دیافراگمی بوده‌اند یا تنفس‌شان با کمک دستگاه تنفس مصنوعی بوده‌است.